# Chicago (ligne rouge du métro de Chicago)
Pour les articles homonymes, voir Chicago.
Ne doit pas être confondu avec Chicago (métro de Chicago) ou Chicago (lignes brune et mauve du métro de Chicago).
Chicago (anciennement Chicago/State) est une station souterraine de la ligne rouge du métro de Chicago. Comme les autres stations du State Street Subway, elle a ouvert ses portes en 1943. Elle se trouve dans le quartier de Streeterville, dans le secteur de Near North Side, à proximité du Magnificent Mile, du 875 North Michigan Avenue (anciennement John Hancock Center), de la Water Tower, de la rue huppée de North Astor Street, du siège de l'Alliance française de Chicago et de l'Université Loyola de Chicago.

## Histoire
La conception de Chicago est identique à la station Grand, au sud, composée de deux quais et d’une mezzanine centrale.
La station est ouverte 7 jours/7 et 24h/24 et est depuis sa grande rénovation de 2001 entièrement accessible aux personnes à mobilité réduite grâce à deux ascenseurs. 
3 857 034 passagers l'ont utilisée en 2008.

## Dessertes
| Nord/Ouest                 |  |             |  | Sud/Est                  |
| -------------------------- |  | ----------- |  | ------------------------ |
| Clark/Division vers Howard |  | ligne rouge |  | Grand vers 95th/Dan Ryan |
| modifier sur Wikidata      |  |             |  |                          |

## Correspondances
Avec les bus de la Chicago Transit Authority :
- 36 - Broadway
- 66 - Chicago (Owl Service - Service de nuit)